# NGC 3726
NGC 3726 este o galaxie spirală situată în constelația Ursa Mare. A fost descoperită în 5 februarie 1788 de către William Herschel. Se află la o distanță de 13,49 megaparseci de Pământ.